# Nicolas Charles Victor Oudinot
Nicolas Charles Victor Oudinot (Bar-le-Duc, 3 novembre 1791 – Bar-le-Duc, 7 luglio 1863) è stato un generale francese.
Secondo duca di Reggio, fu, nel 1849, a capo del corpo di spedizione francese, inviato da Napoleone III, non ancora Imperatore, a sopprimere la Repubblica Romana, guidata da Giuseppe Mazzini.

## Biografia

Blasone del Duca di Reggio

### Origini
Nacque nel 1791 a Bar-le-Duc, cittadina del dipartimento della Mosa, in Lorena, figlio di Nicolas Charles, allora modesto ex-sergente dell'esercito reale. Appena un anno più tardi, nel 1792, con la generale cacciata degli ufficiali, in quanto in gran parte nobili o monarchici, Nicolas Charles ebbe la sua grande occasione: divenne tenente colonnello del terzo battaglione dei volontari del Meuse e difese con accanimento il piccolo forte di Bitsch, nei Vosgi. Da lì cominciò una travolgente carriera che lo fece maresciallo di Francia dopo Wagram, "Pari di Francia" con Luigi XVIII, comandante del corpo di spedizione francese in Spagna nel 1823 e, infine, nel 1847, governatore dell’Hôtel des Invalides.

### L'impero napoleonico

#### Esordi
Nel 1805 Napoleone lo nominò suo primo paggio al Congresso di Erfurt. Mantenne l'incarico nel corso della campagna della quinta coalizione, quando seguì l'Imperatore nella campagna e questi gli affidò, per tre volte, l'incarico di tornare a Parigi per riferire le novità al (meramente rappresentativo) Senato dell'Impero.
Venne poi nominato luogotenente del 5º Reggimento Ussari e aiutante di campo del maresciallo di Francia Masséna nel corso della campagna di Portogallo. Rientrato in Francia nel 1811 venne ammesso nel corpo della Guardia imperiale, che seguì alla terribile Campagna di Russia, e poi contro la sesta coalizione in Sassonia e in Francia.

#### I cento giorni
Nel 1814, Napoleone, al momento di lasciare Fontainebleau per l'Isola d'Elba, concesse al maresciallo Nicolas Charles, per il di lui figlio, il brevetto di colonnello. Luigi XVIII confermò tale nomina il 27 aprile e incaricò il giovane ufficiale della organizzazione del Reggimento Ussari del Re. Nel corso dei cento giorni, in linea con le scelte del padre, rifiutò ogni comando.
La battaglia di Waterloo, il 18 giugno 1815, diede ragione ai due Oudinot e il giovane Victor, nel settembre 1815, ebbe incarico di formare, a Lilla, il Reggimento Ussari del Nord, che comandò sino al 1822. Quell'anno gli fu affidato il 1º Reggimento granatieri a cavallo della Guardia Reale.

### La restaurazione borbonica
Nel 1824 venne nominato maresciallo di campo, e assunse il comando di una brigata alle manovre Lunéville. A quel punto il nuovo re Carlo X lo incaricò di riorganizzare la scuola di cavalleria di Saumur, ove seppe farsi apprezzare anche da osservatori esteri.
Scoppiata la Rivoluzione di luglio (27-29 luglio 1830) diede le proprie dimissioni da Saumur, citando la propria conservata fedeltà al deposto monarca.

### La monarchia di luglio

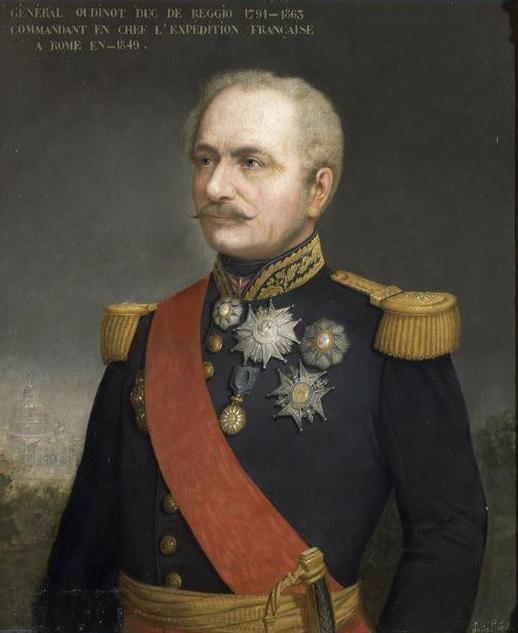
Ritratto del generale Oudinot del 1853

#### Campagna d'Algeria
Nel 1835, suo fratello, colonnello del 2º Reggimento dei Cacciatori a cavallo d'Africa, fu ferito a morte mentre caricava i ribelli del Muley-Ismaël. Alcuni mesi più tardi, Oudinot stesso ricevette l'ordine di partire per Orano ove assunse il comando della 1ª Brigata del corpo di spedizione rivolto alla città di Mascara, agli ordini del maresciallo Clauzel. Nel corso della spedizione venne gravemente ferito, salvato da una coraggiosa azione del Mollière e rimpatriato in Francia per la convalescenza. In premio, il 31 dicembre 1835, fu promosso luogotenente-generale.

#### Deputato
Nel 1842 venne eletto deputato nel ristretto parlamento della Monarchia di Luglio, ove, curiosamente, sedette a sinistra. Ma si occupò soprattutto delle leggi concernenti l'esercito, l'Algeria o il codice penale militare.

### Napoleone III

#### La repressione della Repubblica Romana
Caduta la Monarchia di Luglio, nel 1849 Oudinot venne incaricato dal nuovo presidente della Repubblica, Luigi Napoleone, di guidare un'assai munita spedizione volta a sopprimere la neonata Repubblica Romana, guidata dal Mazzini. La spedizione partì da Marsiglia il 18 aprile 1849, sbarcò il 25 a Civitavecchia, occupando la città.
Il 30 i 6000 soldati francesi si presentarono di fronte alle mura leonine e incontrarono una imprevista resistenza da parte della Guardia Civica mobilizzata (Guardia Nazionale) al comando del capitano Ignazio Palazzi, appostata sui bastioni disegnati da Michelangelo e sugli avamposti esterni. Un'altra colonna francese nel frattempo operava una manovra diversiva sulla via Aurelia verso le mura gianicolensi presidiate dalla Legione italiana di Garibaldi. La prima colonna, si divise in due tronconi, il primo si diresse verso Porta Angelica, ma fu praticamente annientato dagli italiani, che uccisero anche il comandante; il secondo troncone si diresse verso Porta Cavalleggeri, dove all'altezza di Santa Marta fu respinto dalla Civica nonostante l'utilizzo di alcuni pezzi di artiglieria.  Al termine della giornata, quando il 20º battaglione di linea francese era già in ritirata, fu travolto da un attacco alla baionetta dei garibaldini che dopo aver conquistato Villa Pamphili e Villa Corsini (in quell'occasione Giuseppe Garibaldi ebbe una ferita al fianco), erano scesi ad attaccare e inseguire i francesi in fuga. Duecento fanti caddero prigionieri a Porta San Pancrazio. Giunse da Parigi come plenipotenziario il Lesseps che pattuì una tregua d'armi. Ciò consentì a Oudinot di mettere insieme 30 000 uomini ed un possente parco d'assedio.

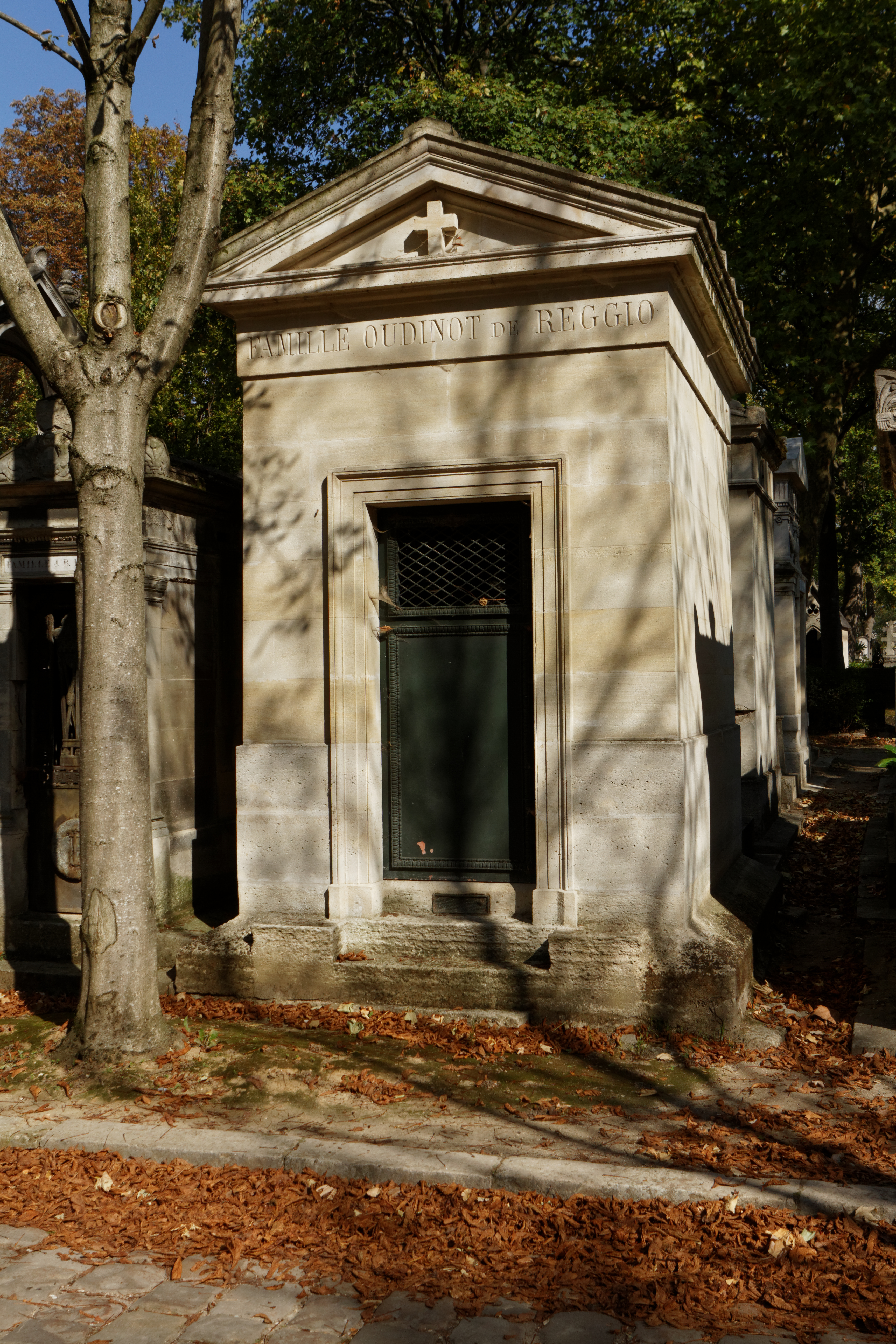
Tomba del generale Oudinot al cimitero di Père-Lachaise a Parigi

Il successivo 3 giugno Oudinot, mentendo sulle assicurazioni fatte di non attaccare prima del 4, comandò un secondo attacco, che permise di aprire una breccia solo il 29 e indusse il governo della Repubblica Romana ad accettare la capitolazione la sera del 30, i cui termini vennero discussi nei due giorni successivi. Resta famigerato il suo bombardamento di Roma dal Gianicolo con bombe a scoppio ritardato, che uccisero soprattutto bambini, andati a vedere da vicino quei proiettili inesplosi.
Oudinot entrò in città il giorno 3 luglio e, il 5, prese possesso di Castel Sant'Angelo.

### Oblio
Dopodiché, rientrò in Francia, ove poté solo riprendere il proprio posto nella Assemblea Legislativa, per altro rappresentativa e priva di reale potere dopo il colpo di Stato del 2 dicembre 1851. Oudinot era divenuto assai popolare fra i conservatori francesi, ma detestabile ai democratici e ai patrioti italiani. Ciò che impedì ogni suo coinvolgimento nella successiva campagna di Napoleone III alla seconda guerra di indipendenza. È sepolto nel cimitero di Père-Lachaise.